# Partito Democratico Civico (Lituania)
Il Partito Democratico Civico (in lituano: Pilietinės demokratijos partija) è un partito politico lituano liberal-conservatore.

## Risultati elettorali
| Elezione          | Voti   | %    | Seggi   |
| ----------------- | ------ | ---- | ------- |
| Parlamentari 2008 | 13.775 | 1,11 | 0 / 141 |
| Europee 2009      | 7.425  | 1,31 | 0 / 12  |